# Aeroportul Gulu
Aeroportul Gulu (IATA: ULU, ICAO: HUGU) este un aeroport din Northern Region⁠(d), Uganda ce deservește zona Gulu. A fost deschis în 1959 și numit după zona deservită.
Situat la o altitudine de 1.070 m, aeroportul dispune de o singură pistă. Este operat de Civil Aviation Authority of Uganda⁠(d).